# Kraftwerk Provence
Das Kraftwerk Provence oder Kraftwerk Gardanne ist ein französisches Biomassekraftwerk mit einer Leistung von 150 Megawatt im Eigentum von GazelEnergie, einer Tochter der tschechischen EPH, bis 2019 Uniper France, bis 2015 E.ON France. Die ursprünglich als Kohlekraftwerk errichteten Anlagen befinden sich im Département Bouches-du-Rhône zwischen den Gemeinden Gardanne und Meyreuil. Mit einer Höhe von 297 Metern besitzt das Kraftwerk den höchsten Schornstein in Frankreich.
| Block | Brennstoff | Bruttoleistung | Nettoleistung | Baubeginn | Inbetriebnahme          | Stilllegung                             |
| ----- | ---------- | -------------- | ------------- | --------- | ----------------------- | --------------------------------------- |
| 1     | Kohle      | 55 MW          |               | 1954      | 1958                    | 1981                                    |
| 2     | Kohle      | 55 MW          |               | 1954      | 1958                    | 1981                                    |
| 3     | Kohle      | 55 MW          |               | 1954      | 1958                    | 1981                                    |
| 4 alt | Kohle      | 250 MW         | 230 MW        |           | 1967                    | 2013                                    |
| 4 neu | Biomasse   | 150 MW         |               | 2013      | 2016 (Test), 2021, 2022 | 2023 (Genehmigung für ungültig erklärt) |
| 5     | Kohle      | 600 MW         | 595 MW        | 1981      | 1984                    | 2021 (2018 abgeschaltet)                |

Das Kraftwerk verfügte von 1981 bis 2018 über zwei Kraftwerksblöcke, seither nur noch Block 4:
- Der Block 4 wurde 1967 in Betrieb genommen. 1995 wurde dieser Block mit einer Wirbelschichtfeuerung umgerüstet.[1] Laut E.ON ist dies die größte Wirbelschichtfeuerung weltweit.[1] Als Brennstoff wurde zunächst Kohle verwendet. Aufgrund von strengeren Umweltauflagen hätte der Block spätestens am 1. Januar 2016 außer Betrieb genommen werden müssen.[7] Deshalb beauftragte E.On 2013 das Anlagenbauunternehmen Doosan damit, den Block 4 in einen mit Biomasse (Holz) gefeuerten Block mit einer elektrischen Leistung von 150 MW umzubauen.[7][8] Dabei wurde die Wirbelschichtfeuerung modifiziert und die Dampfturbine überarbeitet.[8] Mit dem Umbau soll die Lebensdauer des Kraftwerksblock bis zum Jahr 2034  verlängert werden.[8] Es handelt sich um die größte Biomasse-Anlage in Frankreich, im Normalbetrieb benötigt sie 855'000 Tonnen Holz pro Jahr. Kritiker befürchten eine Übernutzung der regionalen Wälder.[11] Der Testbetrieb wurde im Februar 2016 aufgenommen, im Januar 2017 wurde die Aufnahme des regulären Betriebs als unmittelbar bevorstehend angenommen, jedoch ohne Angabe eines konkreten Datums.[12] Am 8. Juni 2017 entzog das Verwaltungsgericht Marseille der Anlage die Betriebsbewilligung wegen ungenügender Umweltverträglichkeitsprüfung.[13] Uniper und der Umweltminister legten dagegen Berufung ein. Das Appellationsgericht Cour administrative d’appel de Marseille setzte am 1. Juni 2018 das Urteil bis zur endgültigen Entscheidung aus.[14] Erst im Februar 2022 konnte der Betrieb wieder aufgenommen werden, nachdem er im Juli 2021 aufgrund eines Streiks gescheitert war.[9] Im März 2023 wurde die Betriebsgenehmigung für ungültig erklärt.[10]
- Der Block 5 wurde 1984 in Betrieb genommen.[1] Nach 34 Jahren wurde der Kraftwerksblock im November 2018 abgeschaltet und 2021 offiziell stillgelegt.[15] Gemäß dem Mehrjahresprogramm Energie von 2020 mussten die 4 verbliebenen Kohlekraftwerke in Frankreich spätestens 2022 abgestellt werden.[16]